# Stefan Habas
Stefan Habas (* 21. April 1971 in Zakopane) ist ein ehemaliger polnischer Nordischer Kombinierer und Skispringer. Er wurde vier Mal polnischer Meister in der Kombination.

## Werdegang
Habas, der seine Karriere bei LKS Poroniec Poronin begann, startete den Großteil seiner Karriere für WKS Legia Zakopane. 
Habas nahm 1992 an den Olympischen Winterspielen in Albertville teil und belegte dabei beim Einzelwettkampf nach der Gundersen-Methode den 25. Platz. In der Saison 1994/95 nahm er erstmals am B-Weltcup teil, doch konnte er dabei nur hintere Platzierungen erreichen. Er wurde 1995 erstmals polnischer Meister in der Nordischen Kombination. Bei den Nordischen Skiweltmeisterschaften 1997 in Trondheim belegte er im Einzel den 54. Rang.
Darüber hinaus nahm Habas auch an Skisprung-Wettkämpfen teil. Er konnte sich allerdings weder für ein Weltcup-Springen qualifizieren, noch im zweitklassigen Continental Cup Punkte erspringen. Bei den Skisprung-Meisterschaften in Polen konnte er allerdings durchaus Erfolge erzielen. 1993 wurde er in Szczyrk Dritter von der Normalschanze. Zudem wurde er im Team einmal Zweiter und ein weiteres Mal Dritter.

## Erfolge

### Olympische Winterspiele
- Albertville 1992: 25. Einzel

### Weltmeisterschaften
- Trondheim 1997: 54. Einzel

### B-Weltcup-Siege im Einzel
| Nr. | Datum         | Ort      | Disziplin |
| --- | ------------- | -------- | --------- |
| 1.  | 19. März 1997 | Zakopane | Gundersen |

## Statistik

### B-Weltcup-Platzierungen
| Saison  | Platz | Punkte |
| ------- | ----- | ------ |
| 1994/95 | 54.   | 16     |
| 1995/96 | 27.   | 48     |
| 1996/97 | 20.   | 82     |
| 1997/98 | 85.   | 02     |